# Șerșeneți, Bârzula
Șerșeneți de asemenea Șerșenți (în ucraineană Шершенці, transliterat: Șerșențî) este un sat în comuna Codâma din raionul Bârzula, regiunea Odesa, Ucraina.
În trecut a fost un sat cu o numeroasă comunitate moldovenească (românească) – 45% din populație, conform recensământului sovietic din 1926; fiind însă asimilat în prezent.

## Demografie
Componența lingvistică a comunei Șerșeneți
     Ucraineană (96,33%)
     Rusă (2,51%)
     Română (1,16%)
Conform recensământului din 2001, majoritatea populației comunei Șerșeneți era vorbitoare de ucraineană (96,33%), existând în minoritate și vorbitori de rusă (2,51%) și română (1,16%).